# IEC-61131-3

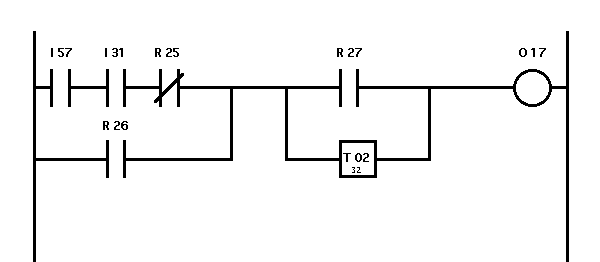
Exempel på ladderdiagram

IEC-61131-3 är en standard för programspråk för programmerbara styrsystem (PLC), som är något av en kompromiss mellan olika tillverkares egna programspråk. Den definierar 5 programspråk för programmering av PLC:n:
Sequential Function Charts (SFC) (som ersatt det tidigare GraphSet)
Ladder Diagram (LD)
Instruction List (IL) (Utgick i 3:e revisionen av standarden)
Function Block Diagram (FBD)
Structured Text (ST)
Av dessa språk är tre grafiskt uppbyggda – SFC, LD samt FBD. LD och FBD efterliknar de kretsscheman elektriker är vana vid – reläscheman respektive ritningar för digital logik. SFC består av steg och övergångar, där varje steg representerar något arbetsmoment och övergången representerar det villkor som avgör när arbetsmomentet är avslutat, och är väl lämpat för det vanliga problemet att skapa en sekvens av arbetsmoment som ska följa i en viss ordning.
Både ST och IL är textbaserade språk. ST är ett språk som är ganska likt traditionella högnivåspråk som C, Pascal med flera. IL liknar mer assembler, fast med andra instruktioner än assembler traditionellt har. 
Gemensamt för språken är att det färdiga programmet sedan kompileras lokalt av tillverkarens programvara innan det överförs till PLC:n.
IEC 61131-3 är också fastställd som svensk standard SS-EN 61131-3.